# 第17号钢琴奏鸣曲 (舒伯特)
弗朗茨·舒伯特的第17号D大调钢琴奏鸣曲，编号D. 850，Op. 53，通常称为“加施泰因奏鸣曲”，创作于1825年8月，当时作曲家正在奥地利温泉小镇巴德加施泰因。一年后，它成为舒伯特第二部公开发表的钢琴奏鸣曲。

## 乐章

### I. 活泼的快板

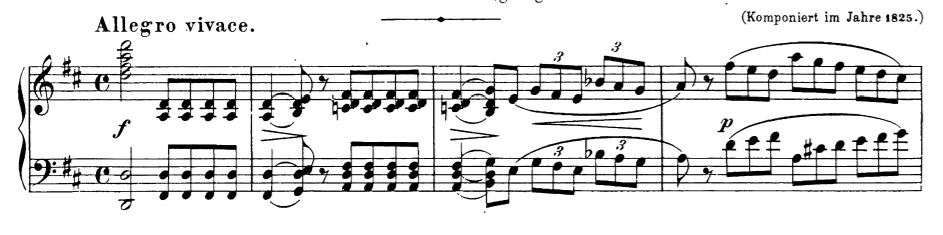
第一乐章的开头小节

D大调。手稿标有alla breve记号的“快板”，但第一版（在舒伯特在世时出版，可能经过修订）则使用普通记号“活泼的快板”——此速度对舒伯特的快板作品来说不寻常，因为他经常加入“中庸”的标注。此乐章充满能量，情绪变化从愉悦到激动再到凯旋。号角般的引子引出本乐章乃至整部奏鸣曲的主要主题。该主题典型的舒伯特风格处理是立即转至小调并调至遥远的调性扩展呈示部。充满欢愉的第二主题具有高低对比的模式，仿佛在模仿约德尔，同时也与当时创作的艺术歌曲《乡愁》开头相似。发展部以宏大的和弦号角主题展现第一主题，并在尾声中再现。舒伯特的钢琴独奏作品中一些最具挑战性的写作体现在这里，持续的三连音展示了演奏者的炫技能力。

### II. 随动地

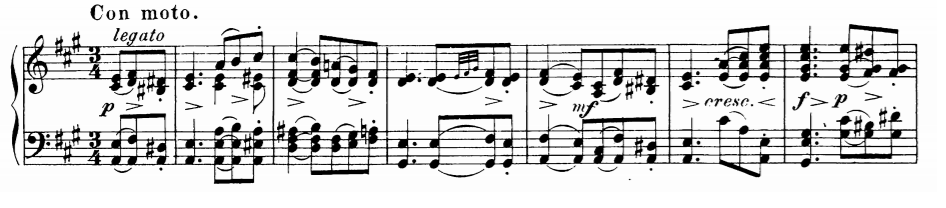
第二乐章的开头小节

A大调，ABABA结构。第二乐章以快速节奏为标志，融入一种驱动脉动的A段旋律，带有悠扬感。大胆而宽广的B段以新颖的切分音点节奏产生动势，并造成戏剧化的效果。此段包含多次宣叙调和冥想式插曲，织体复杂，写作独具创新。主题B的切分节奏在A主题的最后再现，并以简短而阴暗的尾声结束。

### III. 谐谑曲：活泼的快板 - 三声中部

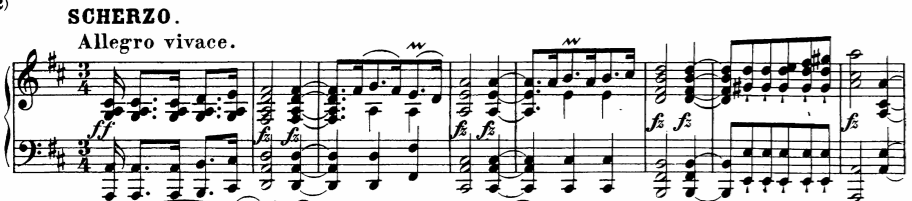
第三乐章的开头小节

D大调，三声中部G大调。此谐谑曲采用富有活力的跳跃音型，并以厚重的和弦写作及频繁的变调和调性变化推至极限，广泛运用切分音，在3/4拍的谐谑曲中形成3/2拍的强烈律动。威严的三声中部采用均匀的抒情和弦，远调对比明显。

### IV. 回旋曲：中庸的快板

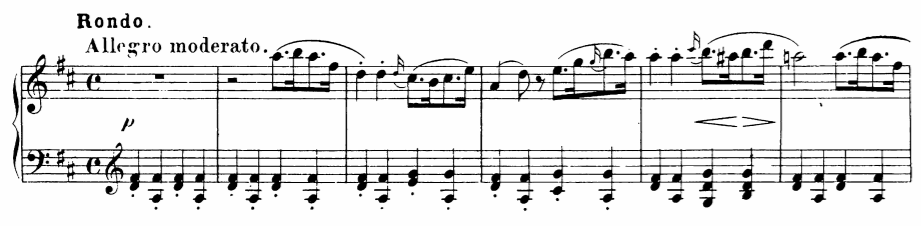
第四乐章的开头小节

D大调，ABACA结构。此回旋曲主题欢快、天真，如进行曲般，以逐渐增强的装饰重复出现，并穿插两个对比性的插段，每段都有激烈的中央部分。B段为手部快速交替的音阶构成，C段则有抒情和弦主题并过渡至戏剧性小调。高度装饰的回旋主题陈述后，一段告别般的尾声将全曲以安静低调的方式结束。
全曲演奏时间约40分钟，是舒伯特独奏作品中最长且最宏大的作品之一。